# Jody Williams (blues)
Pour les articles homonymes, voir Jody Williams (homonymie) et Williams.
Joseph Leon Williams, dit Jody Williams (né le 3 février 1935 à Mobile (Alabama) et mort le 1er décembre 2018 à Munster (Indiana)), est un guitariste chanteur américain de blues (Chicago blues).

## Biographie
Jody Williams naît dans l'Alabama en 1935. À l'âge de six ans, sa famille déménage à Chicago.
Il grandit aux côtés de Bo Diddley. Ils passent ensemble leur enfance et commencent à jouer vers 1951.
Au milieu des années 1950, il s'impose comme guitariste de studio à Chicago.
Il enregistrera pour la première fois en 1955 pour le label du disc-jockey Al Benson, Blue Lake Records.
Il enregistre alors Looking for my Baby et Easy Lovin'. 
Il continue d'enregistrer jusqu'au début des années 1960.
Il arrête le blues, et se fait embaucher comme ingénieur chez Xerox.
Il prendra sa retraite en 1994 et pense alors à revenir à la musique.
En 1999, il se produit dans un club pour la première fois depuis longtemps, et retrouve son vieil ami Robert Lockwood Jr. Il sort un album en 2002 Return of a Legend, qui relancera sa carrière. En 2004, il enregistrera l'album You Left Me In The Dark.